# حمام ترشاب
حمام ترشاب مربوط به دوره قاجار است و در شهرستان بردسیر، بخش مرکزی، دهستان نگار، روستای ترشاب واقع شده و این اثر در تاریخ ۲۷ اسفند ۱۳۸۷ با شمارهٔ ثبت ۲۶۲۵۱ به‌عنوان یکی از آثار ملی ایران به ثبت رسیده است.